# مقاطعة أمانسي المركزية
مقاطعة أمانسي المركزية (بالإنجليزية: Amansie Central District)‏ هي district of Ghana تقع في غانا في Jacobu. يقدر عدد سكانها بـ — نسمة ومساحتها 710 كم2 .